# Maris Pacifici

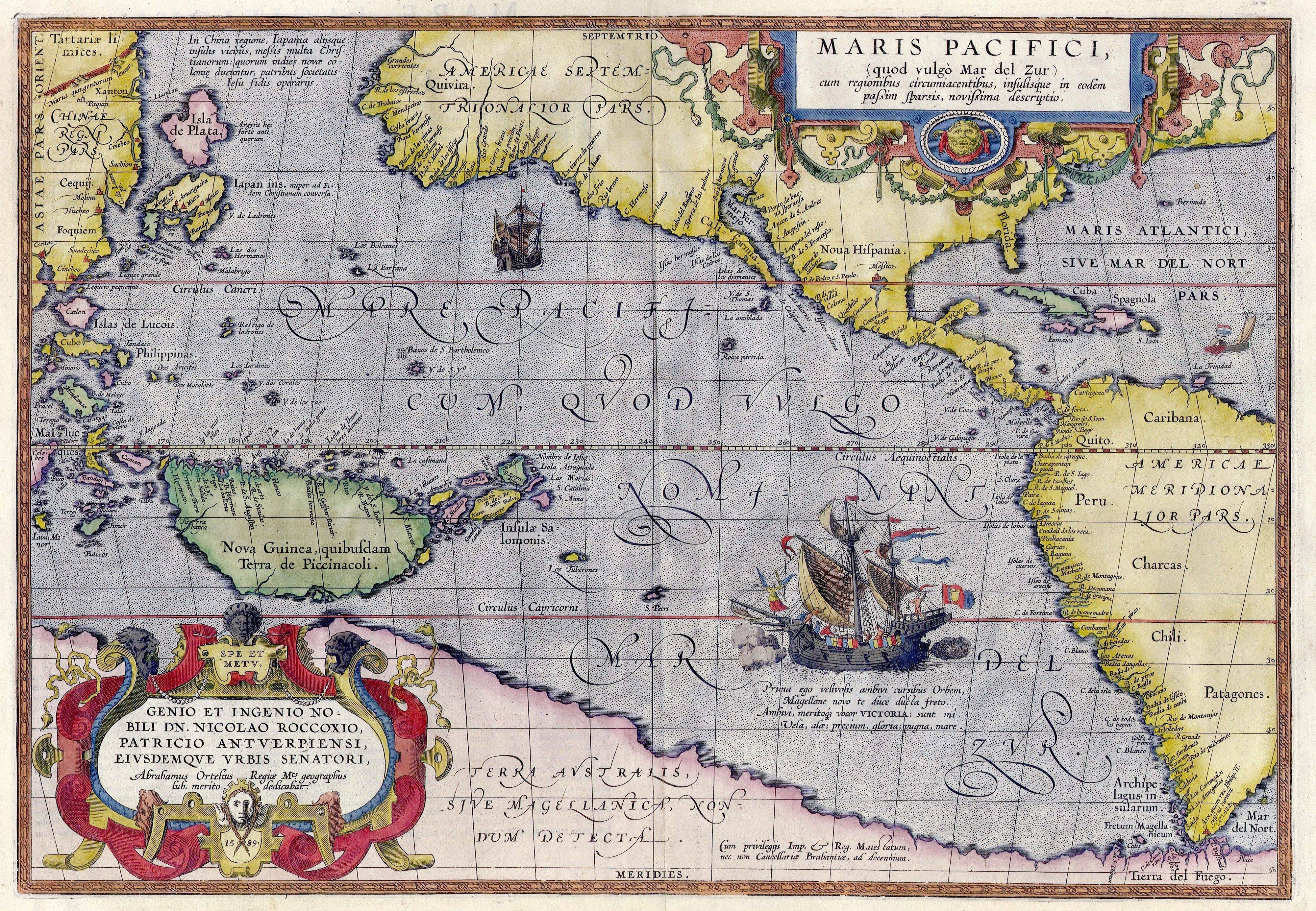
La carte de la Maris Pacifici.

La Maris Pacifici ou Descriptio Maris Pacifici est une carte représente l'océan Pacifique et la côte ouest du continent américain. Elle est la première carte connue centrée sur l'océan Pacifique. Elle est réalisée en 1589 par Abraham Ortelius.